# Zaštitar
Zaštitar (eng. security guard ili security officer), ovlaštena osoba koja obavlja poslove tjelesne zaštite osoba i imovine uz primjenu odgovarajućih ovlasti propisanih zakonom. Posao zaštitar podrazumijeva djelatnost u okviru privatne zaštite koju pružaju zaštitarske tvrtke u onim slučajevima zaštite osoba ili imovine koji nisu u nadležnosti države, već su usluge ponuđene na tržištu.
Zaštitari u većini slučajeva moraju nositi zakonom propisanu odoru i imaju pravo tijekom postupanja koristiti dio policijskih ovlasti, kao što su privremeno oduzimanje slobode, tjelesne snage, uporabe sredstava za vezivanje, raspršivača, vatrenog oružja i zaštitarskog psa, ali njihove ovlasti vrijede isključivo unutar štićenog prostora i u okviru radnog vremena. Mogu obavljati niz poslova zaštite osoba i imovine, od poslova tjelohranitelja, prijevoza novca, čuvanja štićenog objekta, do tehničke zaštite koja se obavlja uz pomoć video nadzora, alarma i senzora.
Osim zaštitara, djelatna osoba u privatnoj zaštiti može biti i čuvar, koji ima manje ovlasti u odnosu na zaštitara te mu nije zakonom dozvoljeno primjenjivati tjelesnu snagu, privremeno lišavati osobe slobode, upotrebljavati sredstva za vezivanje, vatreno oružje i zaštitarskog psa.

## Vrste zaštitara u Republici Hrvatskoj
Osnovni tip zanimanja nosi naziv zaštitar i odnosi se na osobu koja u privatnoj zaštiti štiti osobu ili imovinu. Zaštitar tehničar je zaštitar koji obavlja poslove tehničke zaštite osoba i imovine putem izrade prosudbi ugroženosti, prijedloga mjera zaštite te izvođenja i nadzora tehničke zaštite putem videonadzora i tehničke signalizacije. Zaštitar IPU, izrađivač prosudbi ugroženosti je zaštitar koji ima dopuštenje za izradu isključivo prosudbe ugroženosti štićenih objekata i prostora i osoba, a zaštitar specijalist je zaštitar koji obavlja poslove tjelesne zaštite osoba i imovine primjenom ovlasti uz višu razinu osposobljenosti koja je nužna u primjeni sredstava prisile i zaštiti osoba, objekata i prostora visoke ugroženosti.

## Opis posla zaštitara
Djelatnost privatne zaštite koju obavlja zaštitar u privatnoj zaštiti obuhvaća zaštitu stambenih, poslovnih i drugih objekata te javnih i drugih površina, pružanje tjelesne i tehničke intervencije po dojavi, neposrednu tjelesnu zaštitu osoba, zaštitu mirnih prosvjeda, sportskih natjecanja i javnih okupljanja, kulturnih i prirodnih dobara ili stvari od znanstvenog, umjetničkog, povijesnog ili tehničkog značenja koja se nalaze u javnoj zbirci, zaštićenoj privatnoj zbirci ili su izložena za javnost te zaštitu okoliša, novčarskih institucija, osiguranje i pratnju pri distribuciji novca, vrijednosnih papira i dragocjenosti, osiguranje prijevoza štićenih osoba te izradu prosudbi ugroženosti osoba i imovine.

## Ovlasti zaštitara
Osobe kojima je od strane nadležne policijske uprave izdano dopuštenje obavljanja poslova zaštitara imaju ovlasti da na ulazu i izlazu štićenog objekta ili prostora ili unutar njega provjere identiteta osoba, daju upozorenja i zapovjedi vezane uz prekršajno ili krivično djelovanje, privremeno ograniče slobode kretanja, pregledaju osobe, predmete i prometna sredstva, osiguraju mjesta događaja te uporabe čuvarskog psa, tjelesnu snagu i vatreno oružje. Zaštitar je uz to obavezan davati jasne i nedvosmislene informacije i zapovijedi, a u slučaju nužne obrane ili krajnje nužde mora upozoriti počinitelja nedjela pri uporabe vatrenog oružja i ne smije ga koristiti ukoliko postoji mogućnost da tom akcijom može ugroziti dijete ili ostale zatečene osobe.
Zaštitari svoje ovlasti mogu primijeniti samo u štićenim objektima i prostorima, a iznimno mogu obavljati posao neposredne tjelesne zaštite osoba (tjelohranitelj) izvan navedenih objekata i prostora kada odbija istodobni ili izravno predstojeći protupravni napad usmjeren prema njemu ili prema osobi koju štiti. U primjeni ovlasti čuvari i zaštitari su dužni postupati čovječno i poštovati dostojanstvo, ugled i čast svake osobe te druga temeljna prava i slobode čovjeka. Primjena ovlasti ne smije izazvati veće štetne posljedice od onih koje bi nastupile da čuvari i zaštitari nisu primijenili ovlasti.
Kad obavljaju posao tjelohranitelja, zaštitari ga mogu obavljati u građanskoj odjeći, ali su dužni imati zaštitarsku iskaznicu kod sebe te je pokazati na način kada je to propisano zakonom.

## Vanjske poveznice
- Zakon o privatnoj zaštiti – narodne-novine.nn.hr